# 張信 (建文舉人)
張信，字彥實，河南承宣布政使司開封府祥符縣（今河南省開封市）人，明朝政治人物。張玉之侄。
建文元年（1399年），張信中式己卯科河南鄉試第一名（即解元）。永乐年間，擔任刑科都給事中，屢次進言。后升任工部右侍郎。奉命巡視開封決口，請疏魚王口至中灤故道二十余里。之後出任治理浙江海塘，后因事被貶謫到交阯。洪熙初年，被召為兵部左侍郎，明仁宗問英國公張輔說：“我可以加恩你的兄弟么？”張輔道謝道：“張輗、張軏蒙上恩，進備近侍，然而都是奢侈之人。唯獨我的堂兄侍郎張信是賢能的，皇帝您可以這樣做。”之後改為錦衣衛指揮同知，世襲。其居職以平恕為稱。宣德六年，升任四川都指揮僉事。后在四川擔任十五年后致仕。